# Ószövetségi apokrifek
A héber Biblia (Ószövetség) kanonikus könyvein kívül léteztek más, ókori zsidó szerzők által írt irodalmi művek is, amelyek nem kerültek be a Bibliába, de nagy jelentőséggel bírtak sok ember, zsidók és keresztények számára. Az ószövetségi apokrifek (másképp: apokrifok ) kifejezést ezen írásokra használják.
Ezek egy részét a római katolikus és ortodox hagyományban deuterokanonikus írásoknak nevezik. 
A katolikusok a bibliai korban írt, de a kánonba fel nem vett iratokat nevezik apokrifeknek. Ami nem került be a kánonba, azt nem volt szabad nyilvánosan olvasni, és másolásukat is megtiltották.

## A kifejezés eredete
A szó az ógörög Απόκρυφος (apokrifosz) kifejezésből származik. Jelentése: „elrejtett, titkos”.
Régies magyar írásmóddal: apocryph.

## Történetük
A judaizmus korabeli, kánonon kívüli vallási irodalma apokrif könyvekből állt. Ezek nagy része apokaliptikus jellegű volt, és a messiás királyságának eljövetelével foglalkozott.
A Kr. e. 3. század és Kr. u. 3. század között keletkeztek, bibliai szerzők művének tüntetik fel magukat. Sok közülük álmokat, látomásokat tartalmaz Ezékiel, Dániel és Zakariás stílusában. Jellemző rájuk a messiási királyság dicsőségének érzékletes leírása, úgyszintén élénk fantáziával írnak a teremtésről, angyalokról stb.
Az 1. század vége felé, a héber Biblia tannai judaizmusban való kanonizálása során kizárták azokat a bibliai írásokat, amelyek csak a Septuagintában találhatók meg, a Tanakhban nem.
A rabbik szefarim hiconimnak, azaz különálló könyveknek nevezik azokat a szamaritánus vagy eretnek iratokat, amelyeket nem vettek fel a kánonba, azaz az ortodox zsidó gyűjteménybe. 
A zsidó apokrif iratok – különösen az apokalipszisek és a kialakuló keresztény apokrifek serege – a korai keresztények szokásos vallási irodalmává váltak.
Az apokrif iratokat még a kanonizált Újszövetség írói is bőségesen használták. Így Júdás levele név szerint idézi Énok könyvét, és e könyv kétségtelen használata megjelenik a négy evangéliumban és Péter első levelében.
A tizenkét pátriárka testamentumának hatása még nyilvánvalóbb Pál leveleiben és az evangéliumokban, és ugyanez igaz a Jubileumok könyvére és Mózes mennybevételére is. Énok könyvének hitelességében és ihletettségében Barnabás evangéliumának írója, Alexandriai Kelemen, Iréneusz és Tertullianus is hitt.
A legfontosabb műveket két kategóriába sorolták:
- amelyek benne vannak a Septuagintában, a Biblia első, görög fordításában
- a maradék, több mint ötven különböző jellegű mű

Az 1. és 2. századi keresztények többségénél, az apokrif könyveket többnyire nagyra becsülték. Csak később vált a kifejezés a szemrehányás, az elutasítás tárgyává.
Az apokrif könyvek pozícióját számos hatás aláásta. Minden, titkos hagyomány birtoklására vonatkozó igényt elutasítottak : az igazi ihlet már az apostoli korra (1. század) korlátozódott, és az egyház egyetemes elfogadása volt szükséges az apostoli szerzőség bizonyítékaként. Ilyen nézetek hatására az apokrif könyvek hajlamosak voltak a hamis és eretnek írások osztályába kerülni.
A görög nyelvű kereszténységben a Septuaginta az Ószövetség kánonjaként maradt fenn. A 3. karthágói zsinat (397) óta a római egyház is a kánon részének tekintette írásaikat.
A reformáció protestáns egyházai a 16. században „apokrifoknak” minősítették ezeket.

## Csoportosításuk
1. A deuterokanonikus apokrifeket nem vették fel a héber Bibliába, de szerepelnek az ortodox kánonban és többségük a katolikus Jeruzsálemi Bibliában is — tehát a katolikusok szent iratnak tekintik őket, és csak a reformátusok számára apokrifek.
2. Az úgynevezett tényleges apokrifek olyan szövegek, amelyeket sosem vettek fel a kánonba, de történelmi, legendáriumi, mitológiai stb. szempontból hasznos segítői a Biblia értelmezésének.
3. Néhány, a nagy keresztény irányzatok kánonaiban nem szereplő írás még szerepelt ezek egyes korai változataiban. Másokat kisebb egyházak (például a kopt és az etióp keresztényeké) máig szerepeltetnek tanúságaik között.

### Protestáns és katolikus használatuk
A protestánsok és a katolikusok némileg eltérő értelemben használják:
- A protestáns szóhasználatban apokrifek azokat a könyvek, amelyek bizonyos népek, illetve korszakok Bibliájában ugyan helyet kaptak, de amelyeket a mai protestáns ánon nem fogad el szent iratnak, és ezért a protestáns Bibliában nem szerepelnek. A katolikus Bibliában található ún. deuterokanonikus könyvek például a protestáns Bibliából hiányoznak, a protestánsok ezeket apokrifnak tekintik. Azokat az iratokat, amelyeket minden korszak és minden egyház egyöntetűen hamisítványnak minősített, a protestánsok gyakran nem apokrifeknek, hanem pszeudoepigráfoknak nevezik.
- A katolikus szóhasználatban minden hamisnak tartott és a katolikus kánonból kizárt irat apokrif.

Cikkünkben azokat az egységesen apokrifnek (pszeudoepigráfnak) tartott könyveket mutatjuk be, amelyek mind a protestáns, mind a katolikus és ortodox Bibliából hiányoznak.
- A csak a protestánsok által apokrifeknek tartott iratokról:

| SZÍNKÓD | JELENTÉS                     |
| ------- | ---------------------------- |
|         | Ennek a szócikknek a tárgya. |

| Felekezet               | 1. általánosan elfogadott, nem vitatott könyvek | 2. vitatott, végül a zsidók és a protestánsok által elutasított könyvek, amelyeket a katolikusok elfogadnak | 3. csak nagyon szűk csoport által elfogadott könyvek, a nagy egyházak ezeket elutasítják |
| ----------------------- | ----------------------------------------------- | --- | ---------------------------------------------------------------------------------------- |
| katolikus szóhasználat  | PROTOKANONIKUS                                  | DEUTEROKANONIKUS                                                                                            | APOKRIF                                                                                  |
| protestáns szóhasználat | KANONIKUS                                       | APOKRIF | PSZEUDOEPIGRÁF                                                                           |

### Könyvek listája
| Név                                                                   | Keletkezési idő                   | Angol nyelvű cikk                      |
| --------------------------------------------------------------------- | --------------------------------- | -------------------------------------- |
| A p o k a l i p s z i s e k (24 mű)                                   |                                   |                                        |
| Ádám apokalipszise                                                    | Kr. e. 1. század–Kr. u. 3. század | en:Apocalypse of Adam                  |
| Énok első könyve (Énok etióp apokalipszise)                           | Kr. e. 3. század                  | en:Book of Enoch                       |
| Énok második könyve (Énok szláv apokalipszise, Énok titkainak könyve) | 1. század                         | en:Second Book of Enoch                |
| Énok harmadik könyve                                                  | 2. század                         | en:3 Enoch                             |
| Ábrahám apokalipszise                                                 | 1.–2. század                      | en:Apocalypse of Abraham               |
| Mózes apokalipszise (Ádám és Éva görög élete)                         | 1. század                         | en:Life of Adam and Eve                |
| Ádám és Éva szláv élete                                               | ?                                 | –                                      |
| Mózes mennybemenetele                                                 | 1. század ?                       | en:Assumption of Moses                 |
| Illés apokalipszise                                                   | 2. század                         | en:Apocalypse of Elijah                |
| Szofóniás apokalipszise                                               | Kr. e. 1. század ?                | en:Apocalypse of Zephaniah             |
| Ezdrás héber apokalipszise (Ezdrás 2. könyve)                         | 1. századtól                      | en:2 Esdras                            |
| Ezdrás görög apokalipszise                                            | 2. század ?                       | en:Greek Apocalypse of Ezra            |
| Ezdrás látomása                                                       | 4. század ?                       | en:Vision of Ezra                      |
| Báruk szír apokalipszise (Báruk második könyve)                       | 1. század                         | en:2 Baruch                            |
| Báruk görög apokalipszise (Báruk harmadik könyve)                     | 2. század                         | en:3 Baruch                            |
| Báruk negyedik könyve                                                 | 2. század                         | en:4 Baruch                            |
| Ézsaiás mennybevétele                                                 | 1. század ?                       | en:Ascension of Isaiah                 |
| Ezékiel apokalipszise                                                 | ?                                 | –                                      |
| Dániel görög apokalipszise                                            | 9. század                         | en:Greek Apocalypse of Daniel          |
| Szedrákh apokalipszise (Szedrákh szavai)                              | 3.–4. század                      | en:Apocalypse of Sedrach               |
| Zoszimosz apokalipszise                                               | ?                                 | –                                      |
| Az állatok apokalipszise                                              | ?                                 | –                                      |
| A hét menny apokalipszise                                             | ?                                 | –                                      |
| A menny és a pokol látomása                                           | ?                                 | –                                      |
| T ö r t é n e t i k ö n y v e k (12 mű)                               |                                   |                                        |
| Jubileumok könyve (Kis Genezis)                                       | Kr. e. 2. század                  | en:Book of Jubilees                    |
| Ezdrás harmadik könyve                                                | Kr. e. 1. század                  | en:1 Esdras                            |
| A babilóniai fogság története                                         | 1. század                         | en:History of the Captivity in Babylon |
| Makkabeusok harmadik könyve                                           | Kr. e. 1. század                  | en:3 Maccabees                         |
| Makkabeusok negyedik könyve                                           | Kr. e. 1. század                  | en:4 Maccabees                         |
| Makkabeusok ötödik könyve                                             | 1. század                         | en:5 Maccabees                         |
| Makkabeusok hatodik könyve                                            | ?                                 | –                                      |
| Makkabeusok hetedik könyve                                            | ?                                 | –                                      |
| Makkabeusok nyolcadik könyve                                          | ?                                 | –                                      |
| Etióp Makkabeusok első könyve                                         | ?                                 | en:Meqabyan                            |
| Etióp Makkabeusok második könyve                                      | ?                                 | en:Meqabyan                            |
| Etióp Makkabeusok harmadik könyve                                     | ?                                 | en:Meqabyan                            |
| T e s t a m e n t u m o k (V é g r e n d e l e t e k , 8 mű)          |                                   |                                        |
| A tizenkét pátriárka testamentuma                                     | Kr. e. 2. század                  | en:Testaments of the Twelve Patriarchs |
| Ádám testamentuma                                                     | 2.–4. század                      | en:Testament of Adam                   |
| Ábrahám testamentuma                                                  | 1.–2. század                      | en:Testament of Abraham                |
| Izsák testamentuma                                                    | 2.–5. század                      | en:Testament of Isaac                  |
| Jákob testamentuma                                                    | ?                                 | en:Testament of Jacob                  |
| Mózes testamentuma                                                    | ?                                 | –                                      |
| Jób testamentuma                                                      | 1. század?                        | en:Testament of Job                    |
| Salamon testamentuma                                                  | 1. század                         | en:Testament of Solomon                |
| K ö l t ő i m ű v e k (5 mű)                                          |                                   |                                        |
| 151. zsoltár                                                          | ?                                 | en:Psalm 151                           |
| 152–155. zsoltár                                                      | ?                                 | en:Psalms 152–155                      |
| Salamon zsoltárai                                                     | Kr. e. 2.–1. század               | en:Psalms of Solomon                   |
| Salamon ódái                                                          | 1. század                         | en:Odes of Solomon                     |
| Ézsaiás ódái                                                          | ?                                 | –                                      |
| L e v e l e k (3 mű)                                                  |                                   |                                        |
| Énók levele                                                           | ?                                 | –                                      |
| Roboám levele                                                         | ?                                 | –                                      |
| Ariszteasz-levél                                                      | Kr. e. 2. század                  | en:Letter of Aristeas                  |
| I m á d s á g o k (2 mű)                                              |                                   |                                        |
| Jákób imája                                                           | ?                                 | –                                      |
| József imája                                                          | ?                                 | en:Prayer of Joseph                    |
| E l ő - é s u t ó s z a v a k (3 mű)                                  |                                   |                                        |
| Előszó Sirák fia könyvéhez                                            | ?                                 | –                                      |
| Előszó Jeremiás Siralmaihoz                                           | ?                                 | –                                      |
| Utószó Jób könyvéhez                                                  | ?                                 | –                                      |
| A p o k r i f o n o k (6 mű)                                          |                                   |                                        |
| Jákób és József apokrifonja                                           | ?                                 | –                                      |
| Melkizedek apokrifonja                                                | ?                                 | –                                      |
| A tíz törzs apokrifonja                                               | ?                                 | –                                      |
| Jeremiás kopt apokrifonja                                             | ?                                 | –                                      |
| Ezékiel apokrifonja                                                   | Kr. e. 1. század–Kr. u. 1. század | en:Apocryphon of Ezekiel               |
| Jannész és Jambrész apokrifonja (Jannész és Jambrész könyve)          | ?                                 | en:Jannes and Jambres                  |
| E g y é b i r a t o k (35 mű)                                         |                                   |                                        |
| Az Úr 70 neve                                                         | ?                                 | –                                      |
| Ádám és Éva teremtése                                                 | ?                                 | –                                      |
| Ádám leányai                                                          | ?                                 | –                                      |
| Ádám Octipartite                                                      | ?                                 | –                                      |
| Ádám és Éva összeütközése a Sátánnal                                  | 5. század–6. század               | en:Conflict of Adam and Eve with Satan |
| Ádám homiliája az alvilágban Lázárhoz                                 | ?                                 | –                                      |
| Noé könyve                                                            | Kr. e. 2. század                  | en:Book of Noah                        |
| Óriások könyve                                                        | Kr. e. 2. század                  | en:The Book of Giants                  |
| Ábrahám könyve                                                        | ?                                 | –                                      |
| Jákób létrája                                                         | ?                                 | en:Ladder of Jacob                     |
| József története                                                      | ?                                 | –                                      |
| József és Asenát                                                      | Kr. e. 1. század                  | en:Joseph and Aseneth                  |
| Mózes apokrif könyve                                                  | ?                                 | –                                      |
| Mózes élete                                                           | ?                                 | –                                      |
| Mózes kardja                                                          | ?                                 | en:The Sword of Moses                  |
| Illés könyörgése                                                      | ?                                 | –                                      |
| Ezdrás ötödik könyve                                                  | ?                                 | en:2 Esdras#5 Esdras                   |
| Ezdrás hatodik könyve                                                 | ?                                 | en:2 Esdras#6 Esdras                   |
| Ezdrás kérdései                                                       | ?                                 | en:Questions of Ezra                   |
| Ezdrás kinyilatkoztatása                                              | ?                                 | –                                      |
| Aszáf könyve                                                          | ?                                 | en:Sefer Refuot                        |
| Eldád és Modád                                                        | ?                                 | –                                      |
| Az Őrzők könyve                                                       | ?                                 | –                                      |
| A rekhabiták története                                                | 1. század                         | en:History of the Rechabites           |
| A próféták élete                                                      | Kr. e. 1. század                  | en:Lives of the Prophets               |
| Az ítélet jelei                                                       | ?                                 | –                                      |
| Az áldott Zerubbábel szavai                                           | ?                                 | –                                      |
| Ahikhar                                                               | ?                                 | –                                      |
| Mihály arkangyal harca Sátánnal                                       | ?                                 | –                                      |
| A Tibériás-tenger legendája                                           | ?                                 | –                                      |
| Palea Historica                                                       | ?                                 | –                                      |
| Palea Chronographica                                                  | ?                                 | –                                      |
| Magyarázó Palea                                                       | ?                                 | –                                      |
| Sém értekezése                                                        | ?                                 | –                                      |
| Gádnak, a jósnak szavai                                               | ?                                 | –                                      |
| Zoszimosz története                                                   | ?                                 | –                                      |
| Joszippon könyve                                                      | 10. század                        | en:Josippon                            |

### Nem fennmaradt művek
Helyenként maga az Ószövetség utal egyes könyvekre, melyek azonban nem a részei. Ezek a művek nem maradtak fenn, de az alábbi lista tartalmazza a címüket és az említési helyüket.
| Név                                        | Említési hely            |
| ------------------------------------------ | ------------------------ |
| Az Úr harcainak könyve                     | 4Móz, 21:14              |
| Jásár könyve                               | Józs, 10:13 + 2Sám, 1:18 |
| Salamon cselekedetei                       | 1Kir, 11:41              |
| Izrael királyainak könyve                  | 1Krón, 9:1               |
| Izrael királyainak krónika könyve          | 1Kir, 14:19              |
| Sámuelnek, a nézőnek könyvei               | 1Krón, 29:29             |
| Nátán próféta könyve                       | 1Krón, 29:29             |
| Gádnak, a nézőnek könyve                   | 1Krón, 29:29             |
| A silóbeli Ahija prófétálásai              | 2Krón, 9:29              |
| Semája próféta könyve                      | 2Krón, 12:15             |
| Jedó próféta története                     | 2Krón 13:22              |
| Jéhunak Jósafát királyra vonatkozó könyve  | 2Krón, 20:34             |
| Királyok könyvének magyarázata             | 2Krón 24:27              |
| Uzziás cselekedetei (írta Ézsaiás próféta) | 2Krón, 26:22             |
| Jeremiás siratódala Jósiásról              | 2Krón, 35:25             |
| Hozáj (vagy a látnok) szavai               | 2Krón, 33:18–19          |
| A néző Iddó látomásai                      | 2Krón, 12:15 + 13:22     |
| Jehdó Jeroboám ellen írt látomásai         | 2Krón, 9:29              |

## Újszövetségi apokrifek
Az újszövetségi apokrif kifejezés problematikus, mivel nincsenek olyan apokrif írások, amelyek korábban az újszövetségi kánonban voltak vagy ma is annak számítanak. Ehelyett olyan iratok vannak, amelyek formailag vagy tartalmilag az Újszövetség írásaihoz kapcsolódnak. Ezek az első századok írásai, amelyek hasonlóak az Újszövetség kánoni könyveihez.

## Fordítás
- Ez a szócikk részben vagy egészben  a   List of Old Testament pseudepigrapha című angol Wikipédia-szócikk fordításán alapul.  Az eredeti cikk szerkesztőit annak laptörténete sorolja fel. Ez a jelzés csupán a megfogalmazás eredetét és a szerzői jogokat jelzi, nem szolgál a cikkben szereplő információk forrásmegjelöléseként.

## Apokrif irodalom magyarul
- Apokrifek (szerk. Vanyó László), Szent István Társulat, Budapest, 1980, ISBN 963-360-110-X, 366 p (2. kiadás: 1988, ISBN 963-360-363-3, 435 o.)

(Tartalom (2. kiadás): [1.] A Tamás-akták gyöngyhimnusza [2.] A János-akta Krisztus-himnusza [3.] Poimandrész [4.] Hénokh könyve [5.] Mózes (Ádám) apokalipszisze [6.] Ezdrás apokalipszisze [7.] Az XII. patriarka végrendeletei [8.] Töredékek a Péter evangéliumából [9.] Péter kérügmája [10.] Péter apokalipszisze (töredék) [11.] Nikodémus evangélium (2. rész) [12.] Mátyás hagyományai [13.] Héberek szerinti evangélium (töredékek) [14.] Az ebioniták szerinti evangélium töredékei [15.] Az egyiptomiak szerinti evangélium töredékei [16.] Tamás evangélium [17.] Az Igazság evangéliuma [18.] Jakab ősevangélium [19.] Mária mennyekbe való átviteléről "A" változat [20.] Mária mennyekbe való átviteléről "B" változat)
- Az apostolok csodálatos cselekedetei (szerk. Dörömbözi János, Adamik Tamás), Telosz, Budapest, 1996, ISBN 963-8458-089, 230 p

(Tartalom: [1.] János cselekedetei [2.] Péter Rómában [3.] Pál apostol cselekedetei [4.] A szent és elsőként híresnek nevezett András apostol vértanúsága [5.] Tamás apostol cselekedetei)
- Csodás evangéliumok (szerk. Dörömbözi János, Adamik Tamás), Bp., Telosz, 1996, ISBN 963-845-811-9, 195 p

(Tartalom: [1.] Jakab prótoevangéliuma [2.] Tamásnak, a zsidó filozófusnak a beszámolója az Úr gyermekkoráról [3.] A Megváltó gyermekségének arab evangéliuma [4.] Pszeudo-Máté evangéliuma [5.] Józsefnek, az ácsnak a története [6.] Fülöp evangéliuma [7.] Az Igazság evangéliuma [8.] Péter evangéliuma [9.] Feljegyzés a mi urunkról, Jézus Krisztusról, amely Pontius Pilátus idejében készült)
- Apokalipszisek (szerk. Dörömbözi János, Adamik Tamás), Telosz, Budapest, 1997, ISBN 963-8458-15-1, 197 p

(Tartalom: [1.] Mózes apokalipszise [2.] Ezdrás negyedik könyve [3.] Ézsaiás próféta felemelkedése [4.] Jakab apokalipszise [5.] Szent Pál apostol látomása [6.] Teológus Szent János apokalipszise [7.] A Boldogságos Szűz Mária elköltözése "A" változat [8.] A Boldogságos Szűz Mária elköltözése "B" változat [9.] Isten szószólója, Szent János beszámolója a szentséges Istenanya elszenderüléséről [10.] Poimandrés [11.] Sibylla-jóslatok [12.] Az erythraeai Sibylla az utolsó ítéletról)
- Apokrif levelek (szerk. Dörömbözi János, Adamik Tamás), Telosz, Budapest, 1999, (a katalógusokban formailag hibás ISBN-nel szerepel) ISBN 963-8458-17-6, helyes ISBN 963-8458-17-8 208 o.

(Tartalom: [1.] Aristeas levele Philokratéshez [2.] Az Apostolok levele Urunk és Megváltónk Jézus Krisztus testamentuma [3.] Jakab apokrif levele [4.] Pál levele a laodiceaiakhoz [5.] A korinthosiak levele Pálhoz [6.] Pál levele a korinthosiakhoz a testről [7.] Seneca és Szent Pál levelezése [8.] Péter levele Jakabhoz [9.] Kelemen levele Jakabhoz [10.] Barnabás levele [11.] Titusnak, Pál tanítványának levele a szüzesség állapotáról [12.] Pilátus levelezéséből [13.] Abgár (Abgaros) edesszai fejedelem levélváltása Jézussal [14.] Addai apostol tanítása [15.] Mani: Epistula fundamenti (részletek) [16.] Mani levele Markelloshoz [17.] Levél az égből, avagy Isten Rómába leküldött rendelete, felolvassák a nagyböjt második vasárnapján)
- http://churchofgod.hu/
- Apokrif és pszeudoepigrafikus irodalom: IN: Scheiber Sándor: A feliratoktól a felvilágosodásig – Kétezer év zsidó irodalma (Zsidó irodalomtörténeti olvasmányok), Múlt és Jövő Lap- és Könyvkiadó, Budapest, 1997, ISBN 963 85697 4 3, 26–58. o.
- Hubai Péter: A megváltó a keresztről. A Kasr el-Wizz kódex (Kopt apokrifek Núbiából), Szent István Társulat, Budapest, 2006, ISBN 963 361 872 X, 301 o.
- Jézus rejtett szavai; utószó Hubai Péter, ford. Hubai Péter, Prőhle Károly, Rugási Gyula; Holnap, Budapest, 1990 (Vízöntő könyvek) ISBN 963-345-025-X, 193 o.
- Raffay Sándor: Új szövetségi apokrifusok, Pozsony, 1905
- Deuterokanonikus bibliai könyvek a Septuaginta alapján; szerk. Magyar Bibliatársulat Szöveggondozó Bizottsága; Kálvin, Budapest, 1998
- Mennydörgés. A Nag Hammadi-i könyvtár gnosztikus kódexei; ford., bev. Bánfalvi András; Farkas Lőrinc Imre, Budapest, 2002
- Júdás evangéliuma a Tchacos-kódex alapján; szöveggond. Rodolphe Kasser, Marvin Meyer, Gregor Wurst gondozásában, ford. Hasznos Andrea, Endreffy Kata; Geographia, Budapest, 2006
- Péter-apokalipszis; ge'ez (klasszikus etióp) eredetiből ford., jegyz., tan. Pesthy Monika, szerk. Simon Róbert; Corvina, Budapest, 2009 (Keleti források)
- Henok könyvei; szerk. Fröhlich Ida, Dobos Károly Dániel, ford. Dobos Károly Dániel, Fröhlich Ida, Hollós Attila; PPKE BTK, Piliscsaba, 2009 (Ószövetségi apokrifek)
- Szabó Xavér: Salamon zsoltárai, L'Harmattan Kiadó, Budapest, 2009, ISBN 978-963-88356-1-1, 161 o.
- Jób testamentuma (ford. Adorjáni Zoltán), L'Harmattan Kiadó, Budapest, 2011, ISBN 978-963-236-419-3, 211 o.
- Simonné Pesthy Monika: Ádám harca a Sátánnal. Akszimarosz és Gadla Adam. Fordítás etiópból, kommentár, jegyzetek; Corvina, Budapest, 2023 (Keleti források)